# Albert de Saint-Jacques
Albert de Saint-Jacques (mort en 1680) est un prêtre carme déchaux français, auteur d'ouvrages de spiritualité.

## Biographie
Christophe Mercier est né à Dole (France), au commencement du XVIIe siècle, quand la Franche-Comté dépendait des Habsbourg d'Espagne, tout comme les Pays-Bas méridionaux. C'est ainsi que Christophe entre dans la province wallo-belge de l'ordre des carmes déchaussés, sous le nom d'Albert de Saint-Jacques. Il réside quelque temps au désert de Marlagne, près de Namur (Belgique). À cette époque, les carmes des Pays-Bas méridionaux réalisent les premières implantations de l'Ordre du Carmel à Dole (1623) et à Salins (1627). Une nouvelle province carmélitaine, dite de Bourgogne, est créée en 1653 dans la Franche-Comté. Albert de Saint-Jacques en deviendra ultérieurement le supérieur. En 1668, il doit interrompre ses visites canoniques en Franconie et en Rhénanie. En effet, après une expédition victorieuse de Louis XIV en Franche-Comté, les membres du Parlement local ont désigné le carme comme leur représentant, et l'ont envoyé à Bruxelles afin qu'il assure les autorités espagnoles de leur loyalisme. Au terme d'une vie consacrée à la prédication et à la direction spirituelle, il décède en 1680, deux ans après le traité de Nimègue, ratifiant le rattachement de sa région à la France.

## Postérité
Les œuvres d'Albert de Saint-Jacques expriment ses priorités mystiques. En 1664, il célèbre la vie érémitique, en décrivant le désert de Marlagne où il avait vécu, tout comme son exact contemporain, Cyprien de la Nativité. Cet ermitage avait été fondé en 1620 par l'espagnol Thomas de Jésus, pionnier de la Congrégation d'Italie, de laquelle relevaient les provinces belges. En 1673, Albert retrace la vie de Jeanne Bereur, en religion Thérèse-de-Jésus († 10 janvier 1657), fondatrice du carmel féminin de Besançon. De plus, il compose en latin un commentaire littéral et moral de la Règle du Carmel. En 1675, il traduit en français un ouvrage de l'évêque d'Osma, Juan Palafox y Mendoza (1600-1659), qui tirait des conclusions théologiques à propos des suffrages à rendre aux âmes du purgatoire, sur base des révélations de la carmélite espagnole Françoise du Saint-Sacrement.

### Œuvres
- La Sainte Solitude ou le bonheur de la vie solitaire, avec une Description poétique du Saint-Désert de Marlagne, proche Namur..., Bruxelles, 1664.
- La vie de la vénérable Mère Thérèse de Jésus, fondatrice des Carmélites de la Franche-Comté de Bourgogne..., Lyon, 1673.
- Commentaria litteralia et moralia in regulam carmelitarum, Lyon, 1673.
- La lumière aux vivants, par l'expérience des morts, traduit de l'espagnol, de dom Jean de Palafox, Lyon, 1675.

### Études
- Jean-Marie de l'Enfant-Jésus, « Albert de Saint-Jacques », Dictionnaire de spiritualité ascétique et mystique, Paris, Beauchesne, t. I,‎ 1937.